# Цветовка (Тамбовская область)
Цветовка — деревня в Жердевском районе Тамбовской области России. Административный центр Преображеновского сельсовета.

## География
Деревня находится на берегу реки Таловая (впадающей в Осиновку — в нижний правый приток Савалы), на расстоянии 10 км к западу от города Жердевка, административного центра района, и 98 км (по прямой) к югу города Тамбов, административного центра области.

### Часовой пояс
Деревня Цветовка, как и вся Тамбовская область, находится в часовой зоне МСК (московское время). Смещение применяемого времени относительно UTC составляет +3:00.

## Население
| 2002 | 2010 |
| ---- | ---- |
| 468  | ↘410 |

### Национальный состав
Согласно результатам переписи 2002 года, в национальной структуре населения русские составляли 95 % из 468 чел.